# Šilj (utvrdno graditeljstvo)
Šilj (eng. salient angle, salient) je u utvrdnom graditeljstvu uglovni (ne kutni) dio obrambene zidine ili kule. Pravokutan je ili šiljastokutan, odnosno kutom od 90 stupnjeva ili manjim okrenut je prema mogućoj crti napada.